# Кругле (Чугуївський район)
Кру́гле —  село в Україні, у Вовчанській міській громаді Чугуївського району Харківської області. Населення становить 21 осіб. До 2020 орган місцевого самоврядування — Нестерянська сільська рада.

## Географія
Село Кругле знаходиться за 2 км від річки Вовча (правий берег), на відстані 1 км проходить кордон з Росією, на відстані 2 км розташовані села Дігтярне і Нестерне.

## Історія
12 червня 2020 року, відповідно до Розпорядження Кабінету Міністрів України  № 725-р «Про визначення адміністративних центрів та затвердження територій територіальних громад Харківської області», увійшло до складу Вовчанської міської громади.
19 липня 2020 року, в результаті адміністративно-територіальної реформи та ліквідації Вовчанського району, село увійшло до складу Чугуївського району.